# وادي حليفة
وادي حليفة من أودية نجد المشهورة. يقع في منطقة الرياض بالمملكة العربية السعودية، شرق مدينة الغاط ويبعد عنها أربعة كيلومترات فقط. وهو واد صغير تنمو فيه الأشجار، وبعضها يستظل به. وفي أعلى الوادي تقع طبقات صخرية صلبة تنّزل منها المياه مكونة جدولاً صغيرًا تنبت الأعشاب والشجيرات حوله.